# Гатагов, Алан Маратович
Ала́н Мара́тович Гата́гов (осет. Гӕтӕгты Мараты фырт Алан; 23 января 1991, Владикавказ) — российский футболист, полузащитник.

## Клубная карьера
Начал заниматься футболом в 3 года в родном Владикавказе. Сначала хотел стать вратарём, потому что симпатизировал голкиперу владикавказской «Алании» Зауру Хапову. С 6 лет тренировался в школе владикавказской «Алании» и одновременно посещал секцию по спортивной гимнастике. В 12 лет вместе с семьёй переехал в Москву и попал в футбольную школу «Локо». Первым тренером Гатагова в «Локомотиве» был бразильский специалист Пауло Нани.
За годы, проведённые в школе, играл на нескольких позициях: в центре обороны, фланговым полузащитником, опорным хавбеком, также доводилось играть в нападении.
В 2008 году после успешного выступления в стартовых играх за молодёжный состав железнодорожников главный тренер «Локомотива» Рашид Рахимов подключил Гатагова к тренировкам основного состава. Весной этого же года подписал долгосрочный контракт с клубом. Дебютировал в основном составе «Локомотива» 16 мая 2009 года в игре с «Тереком» (4:0). 9 августа 2009 года в матче с «Крыльями Советов» отдал голевую передачу на Дмитрия Сычёва и забил свой первый мяч в премьер-лиге.
Сезон 2010 начал, проводя большую часть времени на скамейке запасных, но в конце сезона снова смог пробиться в основу, забил гол «Томи» и сборной Франции за молодёжную сборную России. По итогам сезона вошёл в число номинантов на звание лучшего молодого игрока сезона и занял второе место. За него проголосовал главный тренер сборной России Дик Адвокат. В начале 2011 года продлил контракт с клубом до 2013 года. 25 августа 2011 года стал игроком московского «Динамо». Соглашение было рассчитано на 3 года. В «Динамо» выступал под 17-м номером. 21 февраля 2012 года на правах аренды перешёл в «Томь».
В 2013 году 4 месяца провёл в «Анжи» на правах аренды. За время выступления в махачкалинском клубе отметился одним голом и двумя предупреждениями.
После истечения контракта с «Динамо» Гатагов присоединился к израильскому «Маккаби» Петах-Тиква, за который не провёл ни одной игры в чемпионате.
В январе 2015 года перешёл в павлодарский «Иртыш», где отметился красивым голом в первой же игре в чемпионате. Сезон 2015/16 провёл в «Таразе», сыграл 6 игр. В апреле 2016 года перешёл в эстонскую «Левадию», за которую в 21 игре забил два гола. В феврале 2017 года стал свободным агентом.
Снялся в фильме «Тренер» (2018).
В интернет-среде Гатагов имеет популярность как герой мема «финт Гатагова», который случайно исполнил в игре Сатурн — Локомотив в 2010 году. Желая сделать навес на ворота Алан промахнулся по мячу и по инерции в прыжке совершил оборот вокруг своей оси. Комментатор Михаил Поленов в эфире назвал этот элемент «тулуп Гатагова».

## Статистика по сезонам
Отредактировано на конец сезона 2016
| Клуб             | Сезон   | Лига | Лига | Кубки | Кубки | Еврокубки | Еврокубки | Итого | Итого |
| Клуб             | Сезон   | Игры | Голы | Игры  | Голы  | Игры      | Голы      | Игры  | Голы  |
| ---------------- | ------- | ---- | ---- | ----- | ----- | --------- | --------- | ----- | ----- |
| Локомотив        | 2009    | 21   | 1    | 1     | 0     | 0         | 0         | 22    | 1     |
| Локомотив        | 2010    | 18   | 1    | 1     | 0     | 2         | 0         | 21    | 1     |
| Локомотив        | 2011/12 | 8    | 2    | 0     | 0     | 0         | 0         | 8     | 2     |
| Локомотив        | Итого   | 47   | 4    | 2     | 0     | 2         | 0         | 51    | 4     |
| Динамо           | 2011/12 | 0    | 0    | 0     | 0     | 0         | 0         | 0     | 0     |
| Динамо           | 2012/13 | 2    | 1    | 1     | 0     | 0         | 0         | 3     | 1     |
| Динамо           | 2013/14 | 1    | 0    | 0     | 0     | 0         | 0         | 1     | 0     |
| Динамо           | Итого   | 3    | 1    | 1     | 0     | 0         | 0         | 4     | 1     |
| → Томь           | 2011/12 | 5    | 1    | 0     | 0     | 0         | 0         | 5     | 1     |
| → Томь           | Итого   | 5    | 1    | 0     | 0     | 0         | 0         | 5     | 1     |
| → Анжи           | 2013/14 | 7    | 1    | 1     | 0     | 4         | 0         | 12    | 1     |
| → Анжи           | Итого   | 7    | 1    | 1     | 0     | 4         | 0         | 12    | 1     |
| Иртыш (Павлодар) | 2015    | 17   | 1    | 0     | 0     | 0         | 0         | 17    | 1     |
| Иртыш (Павлодар) | Итого   | 17   | 1    | 0     | 0     | 0         | 0         | 17    | 1     |
| Тараз            | 2015    | 6    | 0    | 0     | 0     | 0         | 0         | 6     | 0     |
| Тараз            | Итого   | 6    | 0    | 0     | 0     | 0         | 0         | 6     | 0     |
| Левадия          | 2016    | 21   | 2    | 0     | 0     | 2         | 0         | 23    | 2     |
| Левадия          | Итого   | 21   | 2    | 0     | 0     | 2         | 0         | 23    | 2     |
| Всего за карьеру |         | 106  | 10   | 4     | 0     | 8         | 0         | 118   | 10    |

## Достижения
- Серебряный призёр чемпионата России среди дублёров (2008)
- Победитель Мемориала Гранаткина, лучший игрок юношеской сборной России в двух матчах группового этапа (2009)
- Серебряный призёр чемпионата Эстонии: 2016

## В медиафутболе
С 2022 года выступал в медиафутбольном клубе «На Спорте». В декабре стал главным тренером команды. В марте 2023 года Алан перешёл в клуб FC Bus, созданный его братом, Сосланом, где занял пост главного тренера. В октябре того же года оставил должность главного тренера. В 2024 году начал выпускать музыку. В августе того же года стал игроком 2DROTS. В июне 2025 года после ухода Дмитрия Кузнецова стал и.о. главного тренера 2DROTS. В августе вошёл в тренерский штаб Broke Boys.